# Néotame
Le néotame est un édulcorant artificiel intense dérivé de l'acide aspartique. Bien que ce soit un dipeptide de structure chimique similaire à l'aspartame, il est 40 à 60 fois plus sucré que celui-ci, soit 7 000-13 000 fois plus sucré que le saccharose, et ne se dégrade pas en phénylalanine. Il est autorisé dans plusieurs pays comme additif alimentaire.

## Histoire
Le néotame a été développé par l'entreprise américaine Monsanto en collaboration avec  plusieurs universités américaines. Collaboration qui, en 1991, a conduit  à la découverte de ce nouveau composé par C. Nofre and JM. Tinti, chimistes français. Avec l'alitame, le néotame fait partie de la seconde génération d'édulcorants dipeptidiques issus de la recherche entreprise après la découverte fortuite de l'aspartame en 1965.
Le néotame est autorisé en Australie depuis août 2001. Un an après, la Food and Drug Administration l'autorise aux États-Unis.
En 2003, la Commission européenne demande un avis (Question No EFSA-Q-2003-137) sur l’innocuité du néotame au groupe scientifique sur les additifs alimentaires, les arômes, les auxiliaires technologiques et les matériaux en contact avec les aliments (AFC) en tant qu’édulcorant et exhausteur de goût. Celui-ci est autorisé en Europe par la directive 2009/163/UE de la commission du 22 décembre 2009.

## Structure et propriétés

### Structure
Le néotame, ou N-[N-(3,3-diméthylbutyle)-L-α-aspartyl]-L-phénylalanine 1-ester méthylique, est un dipeptide de structure chimique similaire à l'aspartame. Tous deux ont une structure de base composée de deux acides aminés, l'acide aspartique et la phénylalanine. Le néotame possède un groupe (3,3-diméthylbutyle) supplémentaire sur la fonction amine primaire de l'acide aspartique.
La présence du groupe 3,3-diméthylbutyle modifie profondément les propriétés de ce nouvel aspartame (Néo-tame).

### Propriétés chimiques
La présence du groupe 3,3-diméthylbutyle rend le néotame plus stable chimiquement que l'aspartame, toutefois celui-ci reste sensible à la chaleur et s'hydrolyse en milieu aqueux.
Le néotame s'hydrolyse lentement dans les milieux aqueux, résultant principalement de la formation d’une quantité équimolaire de N-[N-(3,3-diméthylbutyle)-L-α-aspartyl]-L-phénylalanine et de méthanol. Trois autres produits de dégradation sont aussi présents mais ils ne sont pas détectés aux concentrations d'utilisation de l'édulcorant. Par cyclisation se forme le N-[N-(3,3-diméthylbutyle)-L-aspartamidyl]-L-phénylalanine 1-ester méthylique, qui ensuite donne le  N-[N-(3,3-diméthylbutyle)-L-aspartamidyl]-L-phénylalanine par hydrolyse, et enfin le   N-[N-(3,3-diméthylbutyle)-L-β-aspartyl]-L-phénylalanine 1-ester méthylique qui se forme par réarrangement β du néotame.
Contrairement à l'aspartame, le néotame ne réagit pas avec les sucres réducteurs (fructose, glucose, lactose...) ni avec les composés d'arôme aldéhydés (vanilline, benzaldéhyde, citral, ...).

### Propriétés physiques
Le néotame est un composé solide blanc qui se liquéfie de 80,9 à 83,4 °C. Il est soluble dans l'eau, l'éthanol et l'acétate d'éthyle.
Le néotame est stable en stockage sec avec une durée de vie de plusieurs années à température ambiante. La forme monohydratée est non-hygroscopique.

### Autre propriétés
La présence du groupe 3,3-diméthylbutyle donne au néotame un pouvoir sucrant 30 à 60 fois supérieur à celui de l'aspartame soit 7 000-13 000 fois plus sucré que le saccharose (à poids égal) et 8 000-11 000 (à concentration équimolaire).
Comme le néotame est un dipeptide utilisé en très faible quantité, il ne favorise pas la formation de la carie dentaire.

### Métabolisme
Les peptidases, qui normalement cassent le lien peptidique entre l'acide aspartique et la phénylalanine, sont inactivées par la présence du groupe 3,3-diméthylbutyle ce qui empêche la production de phénylalanine et donc rend l'ingestion possible de néotame chez les personnes souffrant de la phénylcétonurie. 

Hydrolyse du néotame.

 Dans le corps, au moins 30 % à 50 % du néotame ingéré est absorbé, rapidement métabolisé et rapidement éliminé. La concentration plasmique maximum du néotame est observée 30 minutes après ingestion. La voie métabolique principale est la désestérification par les enzymes estérases de 80 % du néotame en N-[N-(3,3-diméthylbutyle)-L-α-aspartyl]-L-phénylalanine (néotame de-estérifié) et méthanol. La concentration plasmique maximum du néotame dé-estérifié est observée une heure après ingestion de néotame. Le néotame est entièrement éliminé de l’organisme dans les 72 heures, dont 98 % par excrétions. Le principal composant dans les selles est le néotame dé-estérifié. La production de méthanol issue de la dégradation du néotame, est considérée comme négligeable par rapport à celle issue d’autres sources alimentaires et ne présente donc aucune inquiétude supplémentaire.
L'apport calorique du néotame est estimé à moins de 1,2 kJ·g-1.

## Utilisation
Le néotame est utilisé comme édulcorant et exhausteur de goût dans une large variété de produits alimentaires.

### Réglementation
Le néotame est autorisé aux États-Unis comme édulcorant par la Food and Drug Administration (FDA) depuis juillet 2002.
Le néotame est autorisé comme additif alimentaire dans de nombreux pays, tels que l'Australie, la Nouvelle-Zélande, le Mexique, le Costa Rica, la Chine, le Guatemala, la Russie et les Philippines.
Le néotame a été ajouté à la liste des édulcorants et additifs autorisés en Europe par la directive 2009/163/UE de la commission du 22 décembre 2009. Il lui a été attribué le numéro E 961.
Le numéro d'additif du néotame dans le système international de numérotation (SIN) est le numéro 961.

### Santé
Le comité scientifique de l’Autorité européenne de sécurité des aliments a établi une dose journalière admissible (DJA) de 0 à 2 mg/kg de poids corporel/jour. Cette valeur est dérivée par un facteur de sécurité de 100 à la valeur de dose sans effet toxique (NOAEL en (en)) de 200 mg/kg de poids corporel, établie par une étude de 52 semaines chez le chien.

## Synthèse et production
Le néotame est produit par une acylation réductrice de l’aspartame avec du 3,3-diméthyle-butyraldéhyde en présence d'un catalyseur, le palladium (ou autre catalyseur). Les réactifs sont laissés pendant plusieurs heures dans du méthanol à température ambiante et sous pression avec de l'hydrogène. Le néotame est obtenu par une purification, suivie d'un séchage et d’un broyage. La purification consiste à éliminer tout d'abord le catalyseur, par filtration avec ou non de la Kieselguhr, ensuite à éliminer le méthanol par distillation et enfin à laver avec de l'eau. Le lavage consiste à refroidir le mélange, puis à séparer le néotame par centrifugation. Le composé est de nouveau nettoyé à l'eau, puis séché sous vide. Le broyage permet de standardiser la taille des particules de la poudre de néotame.